# Fernand Hubin
Fernand Hubin (Vierset, 31 oktober 1919 - Hoei, 20 maart 1989) was een Belgisch volksvertegenwoordiger, senator en burgemeester.

## Levensloop
Fernand Hubin, de zoon van minister van Staat Georges Hubin, nam aan het begin van de Tweede Wereldoorlog voor het Belgisch Leger deel aan de Achttiendaagse Veldtocht en dook daarna onder in de Franse Ariège, waar hij deelnam aan het verzet. Hij was verantwoordelijke binnen de verzetsgroep Francs-tireurs et partisans en eens die opging in de Forces françaises de l'intérieur, voerde hij er met de graad van kapitein het bevel over een compagnie. In die hoedanigheid nam hij deel aan de bevrijding van Frankrijk. 
Na zijn terugkeer naar België studeerde hij in 1945 af aan de sectie Stedenbouw van de Kunstacademie van Luik en werd hij architect, een beroep dat hij uitoefenen tot in 1984. Hij ontwierp onder meer, samen met zijn vennoot Jean Dehasque, het ziekenhuis Bois de l'Abbaye in Seraing.
In navolging van zijn vader werd Hubin politiek actief voor de socialistische PSB, de latere  PS. Voor deze partij zetelde hij van 1954 tot 1971 in de provincieraad van Luik. Van 1968 tot 1970 was hij voorzitter van de provincieraad. Van 1957 tot 1958 was hij tevens adjunct-kabinetschef van minister van Volksgezondheid Edmond Leburton.
Van 1959 tot 1982 was Hubin gemeenteraadslid van Hoei, waar hij van 1964 tot 1970 lid van de commissie van Openbare Onderstand, van 1971 tot 1979 eerste schepen en van 1979 tot 1982 burgemeester was. Onder zijn verwezenlijkingen zijn te vermelden: het overdekt gemeentelijk zwembad, de Europabrug en de Grote Doorgang, dat door velen beschouwd werd als een verminking van het historisch centrum van Hoei. Hij slaagde er ook in om in 1979 de gemeentelijke onroerende voorheffing te bekomen op de kerncentrale van Tihange, die daar door de hogere overheid was van vrijgesteld. Het ging om enkele honderden miljoenen euro die jaarlijks de kas van Hoei kwamen spijzen. Hij gebruikte dit onder meer om beveiligingsinfrastructuur te bouwen, voor het geval zich een nucleair ongeval zou voordoen. In 1982 werd Hubin opzij geschoven als lijsttrekker van de PS ten gunste van Anne-Marie Lizin, na een 'coup' die plaatsvond binnen de PS-partijafdeling van Hoei. Het betekende het einde van zijn lokale politieke carrière.
In februari 1971 volgde hij de vroegtijdig overleden Freddy Terwagne op als lid van de Kamer van volksvertegenwoordigers voor het arrondissement Hoei-Borgworm, wat hij bleef tot in 1978. Hij werd bekend door zijn kritische houding tegenover de kerncentrale van Tihange, gelegen in zijn gemeente. Hij was ook zeer actief in de uitwerking van wetgeving over en tegen jackpots. Nadat hij bij de verkiezingen van 1978 niet herkozen werd, zetelde hij van 1979 tot 1981 als provinciaal senator voor Luik in de Senaat. Vervolgens was hij van 1981 tot 1985 rechtstreeks gekozen senator voor het arrondissement Hoei-Borgworm. Door het toen bestaande dubbelmandaat was hij van 1971 tot 1980 ook lid van de Cultuurraad voor de Franse Cultuurgemeenschap, van 1974 tot 1977 lid van de voorlopige Waalse Gewestraad en zetelde hij van 1980 tot 1985 in de Waalse Gewestraad en de Franse Gemeenschapsraad. In de Waalse Gewestraad was Hubin van 1983 tot 1985 voorzitter van de commissie Ondergeschikte Besturen en Internationale Betrekkingen. In 1985 verliet hij de nationale politiek.
Fernand Hubin was voorts vrijmetselaar in de loge les Amis de la parfaite intelligence in Hoei.